# Teucholabis munda
Teucholabis munda är en tvåvingeart som beskrevs av Alexander 1913. Teucholabis munda ingår i släktet Teucholabis och familjen småharkrankar.
Artens utbredningsområde är Peru. Inga underarter finns listade i Catalogue of Life.